# Dmitri Sjepel
Dmitri Sergejevitsj Sjepel (Russisch: Дмитрий Сергеевич Шепель) (Leningrad, 8 augustus 1977) is een Russisch schaatser.
Dmitri Sjepel veroverde bij internationale kampioenschappen vijf medailles. De eerste was een gouden medaille bij de WK junioren 1998. Hierna volgden drie medailles bij de EK allround, brons in 1999, goud in 2001 en brons in 2002. De vijfde was op het WK allround van 2002 waar hij zilver behaalde. In 2001 doorbrak hij de 'hegemonie' van de Nederlandse schaatsers bij het EK allround, vanaf het EK 1992 tot 2000 werd negen keer een Nederlander Europees kampioen.
Nationaal nam hij zeven keer plaats op het erepodium bij de allroundkampioenschappen, hij werd kampioen bij de kampioenschappen van 1997, 1999, 2003 en 2005-I en tweede in 2000, 2001 en 2005-II (in het seizoen 2004/05 vonden er twee kampioenschappen plaats).

## Records

### Persoonlijke records
| Afstand      | Tijd     | Datum            | Baan           |
| ------------ | -------- | ---------------- | -------------- |
| 500 meter    | 36,13    | 26 januari 2002  | Calgary        |
| 1000 meter   | 1.13,31  | 15 februari 1998 | Nagano         |
| 1500 meter   | 1.45,98  | 19 februari 2002 | Salt Lake City |
| 3000 meter   | 3.47,36  | 12 augustus 2005 | Calgary        |
| 5000 meter   | 6.21,85  | 9 februari 2002  | Salt Lake City |
| 10.000 meter | 13.23,83 | 22 februari 2002 | Salt Lake City |

### Wereldrecords
| Nr.  | Afstand               | Tijd    | Datum         | Baan    |
| ---- | --------------------- | ------- | ------------- | ------- |
| jr1. | 1500 meter (junioren) | 1.50,45 | 21 maart 1998 | Calgary |

## Resultaten
| Jaar | EK Allround | Olympische Spelen             | WK Afstanden        | WK Allround | WK Junioren |
| ---- | ----------- | ----------------------------- | ------------------- | ----------- | ----------- |
| 1995 |             |                               |                     |             | NC27        |
| 1996 |             |                               |                     |             | NC23        |
| 1997 | 7e          |                               |                     | NC19        | 15e         |
| 1998 |             | 32e 1000m 14e 1500m           | NF                  |             | Goud        |
| 1999 | Brons       |                               | 20e 1500m 23e 5000m | NC15        |             |
| 2000 | 15e         |                               |                     |             |             |
| 2001 | Goud        |                               |                     | 7e          |             |
| 2002 | Brons       | 11e 1500m 4e 5000m 6e 10.000m |                     | Zilver      |             |
| 2003 | 4e          |                               |                     | 7e          |             |
|      |             |                               |                     |             |             |
| 2006 | 16e         | 21e 1500m                     |                     |             |             |

NC# = niet gekwalificeerd voor de laatste afstand, maar wel als # geklasseerd in de eindrangschikking
NF = niet gefinisht

### Medaillespiegel
| Kampioenschap | Goud · | Zilver · | Brons · |
| ------------- | ------ | -------- | ------- |
| EK Allround   | 1      | 0        | 2       |
| WK Allround   | 0      | 1        | 0       |
| WK Junioren   | 1      | 0        | 0       |

Onofficiële Europese kampioenschappen

1891: Onbeslist ·
1892: Onbeslist · 
1946: Göthe Hedlund 

Officiële Europese kampioenschappen

1893: Rudolf Ericson · 
1894: Onbeslist ·
1895: Alfred Næss · 
1896: Julius Seyler · 
1897: Julius Seyler · 
1898: Gustaf Estlander · 
1899: Peder Østlund · 
1900: Peder Østlund · 
1901: Rudolf Gundersen · 
1902: Johan Schwartz · 
1903: Onbeslist ·
1904: Rudolf Gundersen · 
1905: Johan Vikander · 
1906: Rudolf Gundersen · 
1907: Moje Öholm · 
1908: Moje Öholm · 
1909: Oscar Mathisen · 
1910: Nikolaj Stroennikov · 
1911: Nikolaj Stroennikov · 
1912: Oscar Mathisen · 
1913: Vasilij Ippolitov · 
1914: Oscar Mathisen · 
1922: Clas Thunberg · 
1923: Harald Strøm · 
1924: Roald Larsen · 
1925: Otto Polacsek · 
1926: Julius Skutnabb · 
1927: Bernt Evensen · 
1928: Clas Thunberg · 
1929: Ivar Ballangrud · 
1930: Ivar Ballangrud · 
1931: Clas Thunberg · 
1932: Clas Thunberg · 
1933: Ivar Ballangrud · 
1934: Michael Staksrud · 
1935: Karl Wazulek · 
1936: Ivar Ballangrud · 
1937: Michael Staksrud · 
1938: Charles Mathiesen · 
1939: Alfons Bērziņš · 
1947: Åke Seyffarth · 
1948: Reidar Liaklev · 
1949: Sverre Farstad · 
1950: Hjalmar Andersen · 
1951: Hjalmar Andersen · 
1952: Hjalmar Andersen · 
1953: Kees Broekman · 
1954: Boris Sjilkov · 
1955: Sigge Ericsson · 
1956: Jevgeni Grisjin · 
1957: Oleg Gontsjarenko · 
1958: Oleg Gontsjarenko · 
1959: Knut Johannesen · 
1960: Knut Johannesen · 
1961: Viktor Kositsjkin · 
1962: Robert Merkoelov · 
1963: Nils Egil Aaness · 
1964: Ants Antson · 
1965: Eduard Matoesevitsj · 
1966: Ard Schenk · 
1967: Kees Verkerk · 
1968: Fred Anton Maier · 
1969: Dag Fornæss · 
1970: Ard Schenk · 
1971: Dag Fornæss · 
1972: Ard Schenk · 
1973: Göran Claeson · 
1974: Göran Claeson · 
1975: Sten Stensen · 
1976: Kay Arne Stenshjemmet · 
1977: Jan Egil Storholt · 
1978: Sergej Martsjoek · 
1979: Jan Egil Storholt · 
1980: Kay Arne Stenshjemmet · 
1981: Amund Sjøbrend · 
1982: Tomas Gustafson · 
1983: Hilbert van der Duim · 
1984: Hilbert van der Duim · 
1985: Hein Vergeer · 
1986: Hein Vergeer · 
1987: Nikolaj Goeljajev · 
1988: Tomas Gustafson · 
1989: Leo Visser · 
1990: Bart Veldkamp · 
1991: Johann Olav Koss · 
1992: Falko Zandstra · 
1993: Falko Zandstra · 
1994: Rintje Ritsma · 
1995: Rintje Ritsma · 
1996: Rintje Ritsma · 
1997: Ids Postma · 
1998: Rintje Ritsma · 
1999: Rintje Ritsma · 
2000: Rintje Ritsma · 
2001: Dmitri Sjepel · 
2002: Jochem Uytdehaage · 
2003: Gianni Romme · 
2004: Mark Tuitert · 
2005: Jochem Uytdehaage · 
2006: Enrico Fabris · 
2007: Sven Kramer · 
2008: Sven Kramer · 
2009: Sven Kramer · 
2010: Sven Kramer · 
2011: Ivan Skobrev · 
2012: Sven Kramer · 
2013: Sven Kramer · 
2014: Jan Blokhuijsen · 
2015: Sven Kramer · 
2016: Sven Kramer · 
2017: Sven Kramer · 
2019: Sven Kramer · 
2021: Patrick Roest · 
2023: Patrick Roest · 
2025: Sander Eitrem